# Мустафа Зихни паша
Мустафа Зихни паша (на турски: Mustafa Zihni Paşa) е османски администратор и политически деец, член на националистическото дружество Кюрд Теали Джамийети.

## Биография
Мустафа Зихни паша е роден през 1838 година в Сулеймания в Османската империя и по произход е кюрд - племенник е на принц на Бабан. Живее в Цариград с тримата си синове Ахмед Наим бей, Исмаил Хакъ бей и Хюсеин Шюкрю бей.
От януари 1879 до септември 1885 г. е секретар на великия везир. През септември 1885 година за два дни е министър на вакъфите, след това до края на 1886 година е министър на финансите, до 1890 на търговията и до 1891 – отново на вакъфите.
От октомври 1891 до ноември 1895 година е валия на Солунския вилает. В Солун политиката му е насочена към възпиране на българското просветно и църковно движение.
След Солун е валия в Алепо (1895 - 1896) и Бурса (1896 - 1897). Девет години от 1899 до 1908 година е министър на търговията, сменен след Младотурската революция. През декември 1908 г. става представител в Османския парламент. През април – май 1909 година е председател на Държавния съвет.
Умира в 1912 година.